# Yu-Mausoleum

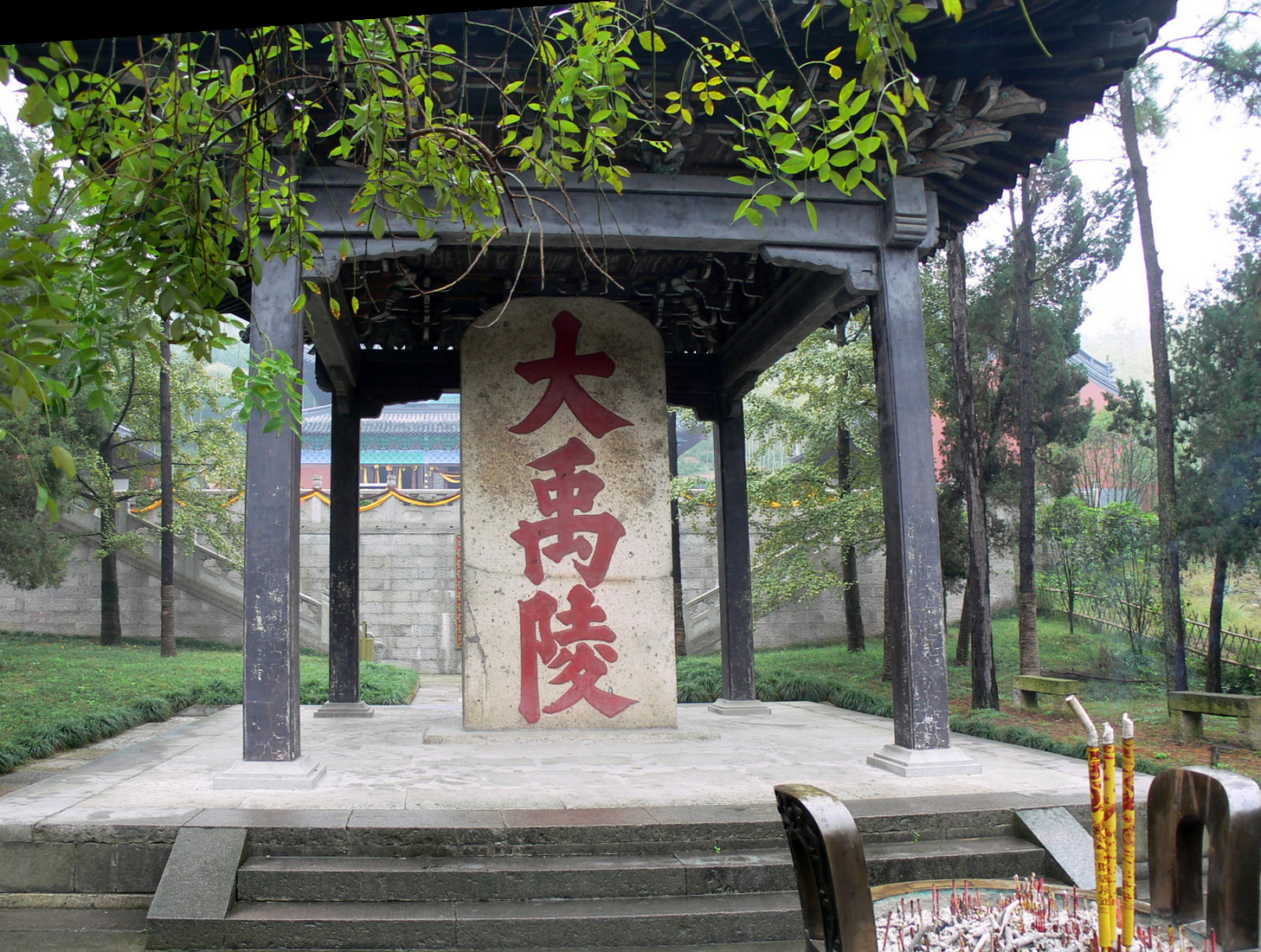
Stele im Yu-Mausoleum

Das Yu-Mausoleum (chinesisch 禹陵, Pinyin Yǔlíng, englisch Yu Mausoleum) oder Dayu-Mausoleum (chinesisch 大禹陵, Pinyin Dàyǔ líng, englisch Dayu Mausoleum) – das Mausoleum Yu des Großen – befindet sich im Südosten von Shaoxing am Fuß des Kuaiji Shan 会稽山 in der chinesischen Provinz Zhejiang. Yu-Mausoleum (Yuling 禹陵), Yu-Ahnenhalle (Yuci 禹祠) und Yu-Tempel (Yumiao 禹庙) bilden ein Ensemble.
Yu, der vor 4000 Jahren gelebt haben soll, starb der Legende nach am Kuaiji Shan nach einem Jagdausflug. Später wurde ein Mausoleum zu seinen Ehren errichtet, das viele chinesische Herrscher – darunter Qin Shi Huang – aufsuchten. Yu soll die Menschen vor einer großen Überschwemmung gerettet haben. Er war der Gründer der (mythischen) Xia-Dynastie.
Im Dorf Yulingcun 禹陵村 leben noch heute Personen mit seinem Familiennamen Si 姒, die als seine Nachfahren gelten.
Das Dayu-Mausoleum steht seit 1996 auf der Liste der Denkmäler der Volksrepublik China (4-77).